# Eyburie
Eyburie  (Esburia auf Okzitanisch) ist eine französische Gemeinde mit 488 Einwohnern (Stand 1. Januar 2022) im Département Corrèze in der Region Nouvelle-Aquitaine. Die Gemeinde ist Mitglied des Gemeindeverbandes Pays d’Uzerche. Die Einwohner nennen sich Eyburicois(es).

## Geografie
Die Gemeinde liegt im Zentralmassiv am Fuße des Plateau de Millevaches.
Tulle, die Präfektur des Départements, liegt ungefähr 30 Kilometer südlich, Égletons etwa 35 Kilometer südöstlich und Uzerche rund 9 Kilometer südwestlich.
Nachbargemeinden von Eyburie sind Peyrissac im Norden, Le Lonzac und Chamboulive im Osten, Pierrefitte im Südosten, Espartignac im Süden, Uzerche im Südwesten, Condat-sur-Ganaveix im Westen sowie Meilhards im Nordwesten.

## Einwohnerentwicklung
| Jahr      | 1962 | 1968 | 1975 | 1982 | 1990 | 1999 | 2007 | 2018 |
| Einwohner | 585  | 629  | 570  | 539  | 528  | 499  | 489  | 495  |